# Conilurus
Conilurus (Ogilby, 1838) è un genere di Roditori della famiglia dei Muridi.

## Descrizione

### Dimensioni
Al genere Conilurus appartengono roditori di medie dimensioni, con lunghezza della testa e del corpo tra 150 e 260 mm, la lunghezza della coda tra 180 e 240 mm e un peso fino a 200 g.

### Caratteristiche craniche e dentarie
Il cranio è fortemente arcuato. La scatola cranica è molto ampia. Le creste sopra-orbitali sono mancanti. Il rostro è corto. Il palato è molto lungo e stretto. La bolla timpanica è piccola.
Sono caratterizzati dalla seguente formula dentaria:

### Aspetto
La pelliccia è soffice. Il corpo è tozzo, il muso è corto e largo, mentre gli occhi sono grandi. Le orecchie sono lunghe e larghe. I piedi sono più o meno allungati, parzialmente adattati al salto. La coda è più corta della testa e del corpo, è ricoperta di sottili peli lunghi ed ha un ciuffo terminale. Le femmine hanno due paia di mammelle inguinali.

## Distribuzione
Questo genere è diffuso in Australia e Nuova Guinea.

## Tassonomia
Il genere comprende 2 specie.
- Conilurus albipes †
- Conilurus penicillatus